# Гиперпирексия
Гиперпирекси́я, гиперпирети́ческая или чрезме́рная лихора́дка (от др.-греч. ὑπερ- — сверх- + πῠρετός — лихорадка) — лихорадка с экстремально высокой температурой тела, превышающей 41,0 °C (по принятой в англоязычной медицине классификации — 41,5 °C). Такая высокая температура опасна для жизни и рассматривается как неотложное состояние, требующее немедленной медицинской помощи. Немедленное агрессивное охлаждение тела до температуры менее 38,9 °C улучшает шансы на выживание при гиперпирексии.
Наиболее частой причиной гиперпирексии является внутричерепное кровоизлияние, другие возможные варианты: сепсис, синдром Кавасаки, злокачественный нейролептический синдром, побочные эффекты некоторых препаратов (например, злокачественная гипертермия при общей анестезии), серотониновый синдром и тиреотоксический криз. Инфекции — наиболее частые причины лихорадок в общем, но среди найденных причин повышения температуры они становятся всё более редкими по мере увеличения зафиксированной температуры. Инфекции, часто вызывающие гиперпирексию, включают детскую розеолу, корь и энтеровирусные инфекции.
Различие между гиперпирексией и гипертермией состоит в том, что при первой источником повышенной температуры тела служат нарушения терморегуляции самого организма, а при последней этим источником являются внешние факторы.
Старый, но до сих пор применяемый метод борьбы с гиперпирексией — ванны с ледяной водой. Проблемой метода является сложность наблюдения за пациентом и уменьшение периферического кровообращения вследствие спазма подкожных сосудов. Применяется также и вариант этого метода, когда лёд прикладывается к местам наиболее интенсивного поверхностного кровообращения: шее, подмышкам и паховой области.
Предпочитаемый метод, разработанный некогда для борьбы с тепловыми ударами у паломников в Мекку — опрыскивание пациента, помещённого в гамак, мелкими каплями чуть тёплой воды из пульверизаторов при постоянном обдуве воздухом комнатной температуры от вентиляторов — при испарении воды уносится намного больше тепла, чем при нагреве. Другие иногда применяемые методы — использование жидкого кислорода и внутривенное введение физраствора с температурой 5 °C.